# Elisabeta Bostan
Elisabeta Bostan (* 1. März 1931 in Buhuși, Königreich Rumänien) ist eine rumänische Filmregisseurin.

## Biografie
Bostan besuchte zunächst in Piatra Neamț die Schule. Aufgrund ihres Interesses für klassische rumänische Stücke studierte sie anschließend an der Bukarester Akademie für Theater und Film und drehte danach anfangs Dokumentar- und Kurzfilme. 1962 erschien ihr erster abendfüllender Spielfilm Alle helfen Dan. Über einen Zeitraum von rund 30 Jahren entstanden unter Bostans Regie überwiegend Werke für Kinder, unter denen v. a. die Kurzfilmreihe um den jungen Naica hervorsticht. Sie war auch an der in Rumänien bekannten Fernsehserie Fram (1983) beteiligt. Bostan arbeitete mehrfach mit der Drehbuchautorin Vasilica Istrate zusammen und war auch selbst an einigen Skripts beteiligt. Als Inspiration dienten oftmals Werke bekannter Autoren wie Ion Creangă, Cezar Petrescu und Petre Ispirescu.
Neben ihrem filmischen Schaffen lehrte Bostan Regie an ihrer ehemaligen Ausbildungsstätte und war außerdem Mitglied im Verband der Regisseure Rumäniens. 1996 begründete sie das Studentenfilmfestival CineMAiubit. Einige ihrer Werke wurden bei internationalen Veranstaltungen prämiert, insbesondere Das Schloß hinterm Regenbogen (1969) erhielt mehrere Auszeichnungen. Seit dem Jahr 2000 ist Bostan Trägerin des Treudienst-Ordens in der Klasse des Offizierskreuzes.
Sie war zeitweise mit dem Dokumentarfilmregisseur Ion Bostan verheiratet. Mit ihrem zweiten Ehemann, dem mittlerweile verstorbenen Sandu Stoichita, hat Bostan eine Tochter namens Izabela Moldovan Bostan, die ebenfalls in der Filmbranche tätig ist.

## Filmografie (Auswahl)
- 1962: Alle helfen Dan (Pustiul)
- 1963: Das Kind und das Fischlein (Naica) (Kurzfilm)
- 1965: Erinnerungen an die Kindheit (Amintiri din copilarie)
- 1966: Naica und der Storch (Naica si barza)
- 1967: Naica fährt nach Bukarest (Naica pleaca la Bucuresti) (Kurzfilm)
- 1969: Das Schloß hinterm Regenbogen (Tinerețe fără bătrînețe)
- 1970: Naicu und die Eichhörnchen (Naica si veverita) (Kurzfilm)
- 1973: Veronica
- 1973: Veronicas Rückkehr (Veronica se întoarce)
- 1976: Vom Wolf und den pfiffigen Geißlein (Ma-ma)
- 1982: Ein Gaukler am Nordpol (Un saltimbanc la Polul Nord)
- 1990: Flickflack auf dem Schwebebalken (Campioana)